# Governatore della Carolina del Nord
Il Governatore della Carolina del Nord (in inglese: Governor of North Carolina) è il capo del governo dello stato statunitense della Carolina del Nord.
Il governatore ha il potere di porre il veto sulle leggi approvate dall'Assemblea generale (il parlamento statale), e può nominare diversi funzionari, alcuni giudici e alcuni membri di consigli e commissioni. È anche il capo del Consiglio di Stato. Secondo uno studio del 2007, il governatore ha, rispetto ai governatori degli altri stati, un potere minore della media.
L'attuale governatore è il democratico Josh Stein.

## Storia
Originariamente, nella prima Costituzione della Carolina del Nord, la carica era molto debole, ed era eletta dal parlamento dello stato per un anno. Edward B. Dudley divenne il primo governatore eletto dal popolo nel 1836, anno in cui il mandato fu allungato a due anni; la costituzione del 1868 ampliò ancora il termine a quattro anni, ma senza la possibilità di essere rieletti. La costituzione del 1971 permise di essere eletti due volte consecutivamente, ma senza impedire mandati non consecutivi: nel 1980 James B. Hunt divenne il primo governatore a essere rieletto, e dopo una pausa di otto anni fu rieletto nel 1992 e nel 1996. Anche il vicegovernatore è limitato a due mandati consecutivi.
La Carolina del Nord è stato l'ultimo stato a concedere ai suoi governatori il diritto di veto sulle leggi approvate dal parlamento statale: tale diritto fu aggiunto alla Costituzione nel 1996, dopo un referendum.
Dopo l'era della ricostruzione, a seguito della guerra di secessione, la grande maggioranza dei governatori è appartenuta al Partito Democratico; l'unico repubblicano eletto governatore tra il 1876 e il 1972 è stato Daniel L. Russell, che ha governato tra il 1897 e il 1901. Negli anni cinquanta e sessanta del Novecento i candidati repubblicani sono stati maggiormente competitivi, finché James Holshouser, nel 1972, divenne il primo governatore repubblicano eletto nel ventesimo secolo. Tuttavia la carica, anche in seguito, è rimasta soprattutto nelle mani dei democratici.
Il governatore risiede nella North Carolina Executive Mansion, una casa vittoriana a Raleigh, completata nel 1891. L'ufficio è collocato invece nel North Carolina State Capitol.

## Lista dei governatori
Democratico (37)    Repubblicano (7)    Nessun partito (6)    Partito Conservatore (2)
| #                                                                              | Foto | Nome                      | Mandato           | Mandato          | Partito                  |
| #                                                                              | Foto | Nome                      | Inizio            | Fine             | Partito                  |
| ------------------------------------------------------------------------------ | ---- | ------------------------- | ----------------- | ---------------- | ------------------------ |
| 1                                                                              |      | Richard Caswell           | 12 novembre, 1776 | 20 aprile 1780   | Nessuno                  |
| 2                                                                              |      | Abner Nash                | 20 aprile 1780    | 26 giugno 1781   | Nessuno                  |
| 3                                                                              |      | Thomas Burke              | 26 giugno 1781    | 22 aprile 1782   | Nessuno                  |
| 4                                                                              |      | Alexander Martin          | 22 aprile 1782    | 13 maggio 1785   | Nessuno                  |
| 5                                                                              |      | Richard Caswell           | 13 maggio 1785    | 20 dicembre 1787 | Nessuno                  |
| 6                                                                              |      | Samuel Johnston           | 20 dicembre 1787  | 17 dicembre 1789 | Federalista              |
| 7                                                                              |      | Alexander Martin          | 17 dicembre 1789  | 14 dicembre 1792 | Anti-Federalista         |
| 8                                                                              |      | Richard Dobbs Spaight     | 14 dicembre 1792  | 19 novembre 1795 | Federalista              |
| 9                                                                              |      | Samuel Ashe               | 19 novembre 1795  | 7 dicembre 1798  | Anti-Partito Federalista |
| 10                                                                             |      | William Richardson Davie  | 7 dicembre 1798   | 23 novembre 1799 | Federalista              |
| 11                                                                             |      | Benjamin Williams         | 3 novembre 1799   | 6 dicembre 1802  | Federalista              |
| 12                                                                             |      | James Turner              | 6 dicembre 1802   | 10 dicembre 1805 | Democratico-Repubblicano |
| 13                                                                             |      | Nathaniel Alexander       | 10 dicembre 1805  | 1º dicembre 1807 | Democratico-Repubblicano |
| 14                                                                             |      | Benjamin Williams         | 1º dicembre 1807  | 12 dicembre 1808 | Federalista              |
| 15                                                                             |      | David Stone               | 12 dicembre 1808  | 1º dicembre 1810 | Democratico-Repubblicano |
| 16                                                                             |      | Benjamin Smith            | 1º dicembre 1810  | 11 dicembre 1811 | Democratico-Repubblicano |
| 17                                                                             |      | William Hawkins           | 11 dicembre 1811  | 29 novembre 1814 | Democratico-Repubblicano |
| 18                                                                             |      | William Miller            | 29 novembre 1814  | 6 dicembre 1817  | Democratico-Repubblicano |
| 19                                                                             |      | John Branch               | 6 dicembre 1817   | 7 dicembre 1820  | Democratico-Repubblicano |
| 20                                                                             |      | Jesse Franklin            | 7 dicembre 1820   | 7 dicembre 1821  | Democratico-Repubblicano |
| 21                                                                             |      | Gabriel Holmes            | 7 dicembre 1821   | 7 dicembre 1824  | Democratico-Repubblicano |
| 22                                                                             |      | Hutchins Gordon Burton    | 7 dicembre 1824   | 8 dicembre 1827  | Nessuno                  |
| 23                                                                             |      | James Iredell, Jr.        | 8 dicembre 1827   | 12 dicembre 1828 | Democratico-Repubblicano |
| 24                                                                             |      | John Owen                 | 12 dicembre 1828  | 18 dicembre 1830 | Democratico              |
| 25                                                                             |      | Montfort Stokes           | 18 dicembre 1830  | 6 dicembre 1832  | Democratico              |
| 26                                                                             |      | David Lowry Swain         | 6 dicembre 1832   | 10 dicembre 1835 | National Republican      |
| 27                                                                             |      | Richard Dobbs Spaight Jr. | 10 dicembre 1835  | 31 dicembre 1836 | Democratico              |
| 28                                                                             |      | Edward Bishop Dudley      | 31 dicembre 1836  | 1º gennaio 1841  | Whig                     |
| 29                                                                             |      | John Motley Morehead      | 1º gennaio 1841   | 1º gennaio 1845  | Whig                     |
| 30                                                                             |      | William Alexander Graham  | 1º gennaio 1845   | 1º gennaio 1849  | Whig                     |
| 31                                                                             |      | Charles Manly             | 1º gennaio 1849   | 1º gennaio 1851  | Whig                     |
| 32                                                                             |      | David Settle Reid         | 1º gennaio 1851   | 6 dicembre 1854  | Democratico              |
| 33                                                                             |      | Warren Winslow            | 6 dicembre 1854   | 1º gennaio 1855  | Democratico              |
| 34                                                                             |      | Thomas Bragg              | 1º gennaio 1855   | 1º gennaio 1859  | Democratico              |
| 35                                                                             |      | John Willis Ellis         | 1º gennaio 1859   | 7 luglio 1861    | Democratico              |
| 36                                                                             |      | Henry Toole Clark         | 7 luglio 1861     | 8 settembre 1862 | Democratico              |
| 37                                                                             |      | Zebulon Baird Vance       | 8 settembre 1862  | 29 maggio 1865   | Conservatore             |
| Il governo statale è stato sciolto e controllato dal governo degli Stati Uniti |      |                           |                   |                  |                          |
| 38                                                                             |      | William Woods Holden      | 29 maggio 1865    | 15 dicembre 1865 | National Union Party     |
| Ristabilito il governo statale                                                 |      |                           |                   |                  |                          |
| 39                                                                             |      | Jonathan Worth            | 15 dicembre 1865  | 1º luglio 1868   | Conservatore             |
| 40                                                                             |      | William Woods Holden      | 1º luglio 1868    | 15 dicembre 1870 | Repubblicano             |
| 41                                                                             |      | Tod Robinson Caldwell     | 15 dicembre 1870  | 11 luglio 1874   | Repubblicano             |
| 42                                                                             |      | Curtis Hooks Brogden      | 11 luglio 1874    | 1º gennaio 1877  | Repubblicano             |
| 43                                                                             |      | Zebulon Baird Vance       | 1º gennaio 1877   | 5 febbraio 1879  | Democratico              |
| 44                                                                             |      | Thomas Jordan Jarvis      | 5 febbraio 1879   | 21 gennaio 1885  | Democratico              |
| 45                                                                             |      | Alfred Moore Scales       | 21 gennaio 1885   | 17 gennaio 1889  | Democratico              |
| 46                                                                             |      | Daniel Gould Fowle        | 17 gennaio 1889   | 7 aprile 1891    | Democratico              |
| 47                                                                             |      | Thomas Michael Holt       | 7 aprile 1891     | 18 gennaio 1893  | Democratico              |
| 48                                                                             |      | Elias Carr                | 18 gennaio 1893   | 12 gennaio 1897  | Democratico              |
| 49                                                                             |      | Daniel Lindsay Russell    | 12 gennaio 1897   | 15 gennaio 1901  | Repubblicano             |
| 50                                                                             |      | Charles Brantley Aycock   | 15 gennaio 1901   | 11 gennaio 1905  | Democratico              |
| 51                                                                             |      | Robert Broadnax Glenn     | 11 gennaio 1905   | 12 gennaio 1909  | Democratico              |
| 52                                                                             |      | William Walton Kitchin    | 12 gennaio 1909   | 15 gennaio 1913  | Democratico              |
| 53                                                                             |      | Locke Craig               | 15 gennaio 1913   | 11 gennaio 1917  | Democratico              |
| 54                                                                             |      | Thomas Walter Bickett     | 11 gennaio 1917   | 12 gennaio 1921  | Democratico              |
| 55                                                                             |      | Cameron A. Morrison       | 12 gennaio 1921   | 14 gennaio 1925  | Democratico              |
| 56                                                                             |      | Angus Wilton McLean       | 14 gennaio 1925   | 11 gennaio 1929  | Democratico              |
| 57                                                                             |      | Oliver Max Gardner        | 11 gennaio 1929   | 5 gennaio 1933   | Democratico              |
| 58                                                                             |      | John C.B. Ehringhaus      | 5 gennaio 1933    | 7 gennaio 1937   | Democratico              |
| 59                                                                             |      | Clyde R. Hoey             | 7 gennaio 1937    | 9 gennaio 1941   | Democratico              |
| 60                                                                             |      | J. Melville Broughton     | 9 gennaio 1941    | 4 gennaio 1945   | Democratico              |
| 61                                                                             |      | R. Gregg Cherry           | 4 gennaio 1945    | 6 gennaio 1949   | Democratico              |
| 62                                                                             |      | W. Kerr Scott             | 6 gennaio 1949    | 8 gennaio 1953   | Democratico              |
| 63                                                                             |      | William B. Umstead        | 8 gennaio 1953    | 7 novembre 1954  | Democratico              |
| 64                                                                             |      | Luther H. Hodges          | 7 novembre 1954   | 8 gennaio 1961   | Democratico              |
| 65                                                                             |      | Terry Sanford             | 5 gennaio 1961    | 8 gennaio 1965   | Democratico              |
| 66                                                                             |      | Dan K. Moore              | 8 gennaio 1965    | 3 gennaio 1969   | Democratico              |
| 67                                                                             |      | Robert W. Scott           | 3 gennaio 1969    | 5 gennaio 1973   | Democratico              |
| 68                                                                             |      | James Holshouser          | 5 gennaio 1973    | 8 gennaio 1977   | Repubblicano             |
| 69                                                                             |      | Jim Hunt                  | 8 gennaio 1977    | 5 gennaio 1985   | Democratico              |
| 70                                                                             |      | James G. Martin           | 5 gennaio 1985    | 9 gennaio 1993   | Repubblicano             |
| 71                                                                             |      | Jim Hunt                  | 9 gennaio 1993    | 6 gennaio 2001   | Democratico              |
| 72                                                                             |      | Mike Easley               | 6 gennaio 2001    | 10 gennaio 2009  | Democratico              |
| 73                                                                             |      | Beverly Perdue            | 10 gennaio 2009   | 5 gennaio 2013   | Democratico              |
| 74                                                                             |      | Pat McCrory               | 5 gennaio 2013    | 1º gennaio 2017  | Repubblicano             |
| 75                                                                             |      | Roy Cooper                | 1º gennaio 2017   | 1º gennaio 2025  | Democratico              |
| 76                                                                             |      | Josh Stein                | 1º gennaio 2025   | in carica        | Democratico              |